# چسنوکوو
چسنوکوو (به لاتین: Chesnokovo) یک منطقهٔ مسکونی در روسیه است که در استان آمور واقع شده‌است.